# Guldvingad sparv
Guldvingad sparv (Arremon schlegeli) är en fågel i familjen amerikanska sparvar inom ordningen tättingar.

## Utseende och läte
Guldvingad sparv är en vackert tecknad sparv. Hanen har kontrasterande svart huvud, lysande gul näbb och vitt på strupe och undersida. Vidare är den ljusgrå på manteln, gulgrön på rygg och övergump, grå på vingar och stjärt samt, som gett arten dess namn, guldgula skuldror. Honan har mattare färgad näbb och beigetonad undersida. Lätet är ett ljust "zeut, zeut, zeee".

## Utbredning och systematik
Guldvingad sparv förekommer i norra Sydamerika i Colombia och Venezuela. Den delas in i tre underarter med följande utbredning:
- Arremon schlegeli fratruelis – förekommer i norra Colombia (Guajirahalvön)
- Arremon schlegeli canidorsum – förekommer i västsluttningar i östra Anderna i Colombia (Santander)
- Arremon schlegeli schlegeli – förekommer vid Karibiska kusten i östra Colombia och norra Venezuela

### Familjetillhörighet
Tidigare fördes de amerikanska sparvarna till familjen fältsparvar (Emberizidae) som omfattar liknande arter i Eurasien och Afrika. Flera genetiska studier visar dock att de utgör en distinkt grupp som sannolikt står närmare skogssångare (Parulidae), trupialer (Icteridae) och flera artfattiga familjer endemiska för Karibien.

## Levnadssätt
Guldvingad sparv hittas i både torra och fuktiga skogar samt buskig ungskog. Där ses den i födosöka enstaka eller i par i undervegetationen.

## Status och hot
Arten har ett stort utbredningsområde, men tros minska i antal, dock inte tillräckligt kraftigt för att den ska betraktas som hotad. Internationella naturvårdsunionen IUCN listar arten som livskraftig (LC).

## Namn
Fågelns vetenskapliga artnamn hedrar den tyske ornitologen Hermann Schlegel (1804-1884).